# يانوس فودور
يانوس فودور (بالمجرية: Fodor János)‏ (مواليد 1960) هو لاعب كرة يد مجري. شارك في الألعاب الأولمبية الصيفية لعام 1980، حيث احتل المركز الرابع مع المنتخب الوطني المجري.

## روابط خارجية
- يانوس فودور على موقع أوليمبيديا (الإنجليزية)
- يانوس فودور على موقع اللجنة الأولمبية المجرية (الهنغارية)